# Sudamerlycaste maxibractea
Sudamerlycaste maxibractea är en orkidéart som först beskrevs av David Edward Bennett och Henry Francis Oakeley, och fick sitt nu gällande namn av Fredy Archila. Sudamerlycaste maxibractea ingår i släktet Sudamerlycaste och familjen orkidéer. Inga underarter finns listade i Catalogue of Life.